# نيلز كلاين
نيلز كلاين (بالألمانية: Niels Klein)‏ هو عازف ساكسفون ألماني، ولد في 1978 في هامبورغ في ألمانيا.

## وصلات خارجية
- نيلز كلاين على موقع IMDb (الإنجليزية)
- نيلز كلاين على موقع ميوزك برينز (الإنجليزية)
- نيلز كلاين على موقع أول ميوزيك (الإنجليزية)
- نيلز كلاين على موقع ديسكوغز (الإنجليزية)